# Embassament d'Elx

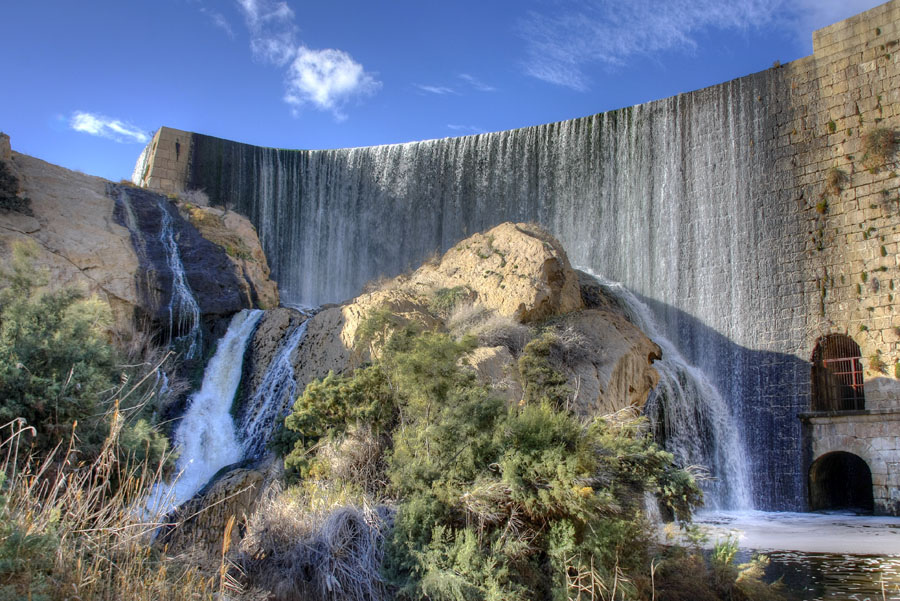
Presa del pantà d'Elx.

L'Embassament d'Elx va ser construït al segle xvii sobre el riu Vinalopó, entre la serra d'Elx i la lloma del Castellar, a la província d'Alacant, al sud del País Valencià. Està situat a sis quilòmetres al nord d'Elx, prop del terme municipal d'Asp. Les seues principals funcions eren emmagatzemar el minvant cabal del riu Vinalopó i l'aigua de les pluges i distribuir-la després entre els regadius.
La presa és considerada com la primera presa de volta d'Europa. Té 23 metres d'alçada i 12 metres d'amplada en la base i 9 en la part alta. Al mig hi ha un promontori rocós que la dividix en dos trams, alhora que obliga a donar-li la forma d'una ema amb les potes obertes. La capacitat inicial d'embassament era de quatre milions de metres cúbics, però a principis del segle xx es calculà que havia disminuït fins a la dècima part.
Pràcticament no s'ha emprat per a les funcions previstes a causa dels continus trencaments i les consegüents reparacions, de la salinitat de l'aigua, que augmenta amb els petits brolladors salats existents a l'interior del pantà, i per què el vas s'ha curullat amb els sediments que transporta el riu. Per eixa raó s'ha hagut de netejar diverses vegades el fons del pantà a fi de recuperar la capacitat d'embassament perduda. La comporta reguladora s'ha trencat diverses vegades. L'últim trencament tingué lloc en 1995 i provocà una avinguda de fang que buidà el pantà.
Durant el passat segle funcionà als peus de la presa una central hidroelèctrica moguda per l'aigua que circulava per un canal de desviament extern. Fa molts anys que la central està abandonada i en ruïnes.
En setembre de 2007 s'iniciaren els treballs de rehabilitació de la presa amb la finalitat de tornar a retindre aigua i crear així un paisatge natural on cresca fauna i vegetació. En març 2008 l'embassament ha començat a emmagatzemar-ne, després de 13 anys pràcticament abandonada. Actualment està reconegut com a Bé d'Interès Cultural per part de la Generalitat Valenciana.